# Den Røde Garde (Danmark)
 For alternative betydninger, se Den Røde Garde. (Se også artikler, som begynder med Den Røde Garde)
Den Røde Garde var et ordensværn oprettet i tilknytning til Socialistisk Arbejderparti (SAP). Garden blev oprettet i februar 1919 og nedlagt i 1922. Garden skulle primært være demonstrationsværn, dvs. den skulle dels sørge for god ro og orden ved demonstrationer, dels sørge for at beskytte demonstrationen, hvis politiet eller andre forsøgte at opløse den. På længere sigt var det ideen (i alt fald fra Marie Nielsens side) at garden skulle udvikle sig til en egentlig kampenhed.